# Fernand Oury
Pour les articles homonymes, voir Oury.
Fernand Oury (18 janvier 1920, La Garenne-Colombes - 19 février 1998, Blois) est le fondateur, avec la psychologue Aïda Vasquez, de la pédagogie institutionnelle. Il a collaboré aussi avec le psychanalyste Jacques Lacan.

## Biographie
Instituteur de banlieue, il se déclare inadapté à l’école-caserne. À partir de 1950, il s’intéresse au « primordial » : l’école primaire, et plus précisément à la classe Freinet isolée dans le groupe urbain. Il rejoint le Mouvement de l'École moderne créé par Célestin Freinet en 1949. Il utilise plusieurs techniques empruntées à Freinet, qu'il adapte à sa conception de l'enseignement. Ses rapports avec Freinet sont d'ailleurs devenus assez conflictuels.
Il dénonce l’école-caserne et montre les incidences thérapeutiques de sa pédagogie, qu'il appelle « pédagogie institutionnelle », pour la différencier de la « pédagogie Freinet ». Il reste, tout au long de son expérience, lié à François Tosquelles, Jean Oury, Félix Guattari, Fernand Deligny, Françoise Dolto, Jacques Lacan, et de façon plus incertaine au mouvement Freinet.

## Publications
- Vers une pédagogie institutionnelle, avec Aïda Vasquez (Éditions Maspero, 1967)
- De la classe coopérative à la pédagogie institutionnelle, avec Aïda Vasquez (Éditions Maspero, 1971)
- Chronique de l'école caserne, avec Jacques Pain (Éditions Maspero, 1972)
- Qui c'est l'conseil ?, avec Catherine Pochet (Éditions Maspero, 1979)
- Entretien (propos recueillis par Lucien Martin fin octobre 1978 à Blois, in Les Cahiers Pédagogiques no 171, février 1979, page 39)
- L'année dernière j'étais mort signé Miloud, avec Jean Oury & Catherine Pochet (Éditions Matrice, 1986)
- Pédagogie institutionnelle, Mise en place et pratique des institutions dans la classe, avec Françoise Thébaudin (Éditions Matrice, 1995)
- Fernand Oury - Un homme est passé (l'école avec Françoise Dolto vol. 3) : un film de Fabienne d'Ortoli et Michel Amram, sur DVD (Éditions Frémeaux & Associés, 2010)